# パヴェル・モギレヴェツ
パーヴェル・セルゲーイェヴィチ・モギリェーヴェツ（ロシア語: Павел Сергеевич Могилевец, ラテン文字転写: Pavel Sergeyevich Mogilevets, 1993年1月25日 - ）は、ロシア・キンギセップ出身の元同国代表サッカー選手。FCブニョドコル所属。ポジションはMF（セントラルミッドフィールダー）。

## 来歴

### クラブ
FCゼニト・サンクトペテルブルクの下部組織出身。2013年、ルチアーノ・スパレッティ監督によってトップチームに昇格。5月19日、第29節のFCヴォルガ・ニジニ・ノヴゴロド戦で、89分からコンスタンティン・ジリャノフに代わって途中出場しトップチームデビュー。8月20日に行われたUEFAチャンピオンズリーグ・プレーオフ、FCパソス・デ・フェレイラ戦でスタメン出場しCLデビュー。80分にダニー・アルヴェスと交代した。
2014年2月27日、2013-14シーズン終了までFCルビン・カザンへ期限付き移籍。シーズン後半戦で2ゴール2アシストを記録した。翌シーズンにゼニトへ復帰したが、スタメン争いに敗れ出場機会は限られた。 2015年7月、FCロストフにレンタル移籍。2017年2月にロストフへ完全移籍すると、グルバン・ベルディエフ監督の下レギュラーとしてプレーした。
2018年2月にルビン・カザンへ加入しベルディエフと再会する。2019年12月に就任したレオニード・スルツキー監督の信頼は得られず、2020-21シーズンには第2節のFCウラル戦で82分から途中出場するに止まる。
2020年10月16日にゼニトとの双方合意に基づき契約を解除し、FCヒムキへ加入した。
2021年7月18日、FCニジニ・ノヴゴロドに移籍した。

### 代表
FCルビン・カザンでのプレーもあり、2014年5月26日にスロバキアとの親善試合でファビオ・カペッロ監督により招集されロシア代表でデビュー。6月には負傷離脱したロマン・シロコフに代わり、ブラジルで開催された2014 FIFAワールドカップに参加した。

## 代表歴

### 出場大会
- ロシア代表
  - 2014 FIFAワールドカップ

### 試合数
- 国際Aマッチ 4試合 0得点（2014年-2018年）[6]

| ロシア代表 | 国際Aマッチ | 国際Aマッチ |
| 年         | 出場        | 得点        |
| ---------- | ----------- | ----------- |
| 2014       | 1           | 0           |
| 2015       | 0           | 0           |
| 2016       | 2           | 0           |
| 2017       | 0           | 0           |
| 2018       | 1           | 0           |
| 通算       | 4           | 0           |

## タイトル
ゼニト
- ロシアサッカー・プレミアリーグ : 2014–15